# Barrett M90
Barrett M90 — великокаліберна снайперська гвинтівка калібру .50 BMG, створена у 1990 році американською компанією Barrett Firearms. Ця гвинтівка має такі відмінності від попередника (M82A1) — ручне перезаряджання, нерухомий ствол та компонування Буллпап, що дозволило зробити гвинтівку компактнішою, надійнішою та дешевшою.
Гвинтівка перезаряджається вручну поздовжньо-ковзним поворотним затвором, а також має затильник приклада, пістолетну рукоятку зі спусковим гачком, складні сошки та кріплення для оптичного прицілу. Ствольна коробка зроблена зі сталі, та складається з двох рознімних частин, які з'єднані поперечними штифтами. Відкритих прицільних пристосувань немає. Ствол має дулове гальмо.